# John Abercromby
Sir John Abercromby (2 aprile 1772 – Marsiglia, 14 febbraio 1817) è stato un politico e militare britannico, ufficiale del British Army e membro del Parlamento del Regno Unito dal 1815 al 1817.

## Biografia
John Abercromby nacque nel 1772, figlio del tenente generale Sir Ralph Abercromby e della baronessa Mary Abercromby. Aveva un fratello maggiore di nome George, nato nel 1770, e due fratelli minori, James e Alexander, oltre a tre sorelle, Anne, Mary e Catherine.

### Carriera
Abercromby entrò nell'esercito nel 1782 come cornetta nel 4º reggimento della cavalleria britannica, per poi trasferirsi nel 1786 come guardiamarina nel 75º reggimento delle Highland. Ottenne la promozione a tenente nel 1787 e a capitano nel 1792. Successivamente prestò servizio come aiutante di campo nel corso delle campagne nelle Fiandre (1793–1794), nelle Indie occidentali (1796–1797), in Irlanda (1798) e contro la Repubblica Batava (1799). Promosso al grado di colonnello nel 1800, prestò servizio sotto il generale Hutchinson nelle forze guidate dal padre in Egitto l'anno successivo.
Allo scoppio delle guerre napoleoniche nel 1803, i francesi arrestarono Abercromby mentre era in viaggio e lo imprigionarono a Verdun per i successivi cinque anni. Durante la sua prigionia ricevette la promozione a maggiore generale nel 1805 e la nomina a vita a colonnello del 53º reggimento di fanteria nel 1807. Scambiato nel 1808 con il generale Brenier, divenne comandante in capo dell'esercito di Bombay nel 1809. Da lì guidò le forze che conquistaronò le Mauritius nel 1810, per poi far rientro a Bombay nel 1811. Nel 1813 venne nominato comandante in capo del Madras Army e governatore ad interim temporaneo di Madras, insieme alla promozione a tenente generale. Il clima indiano, tuttavia, incise negativamente sulla sua salute e alla fine del 1813 fu costretto a tornare in Gran Bretagna, dove fu nominato Cavaliere Commendatore dell'Ordine del Bagno.
Nel 1815 successe al fratello maggiore George come membro del Parlamento per il Clackmannanshire. Morì a Marsiglia nel 1817 dopo un peggioramento delle sue condizioni di salute